# Oberonia disticha
Oberonia disticha là một loài thực vật có hoa trong họ Lan. Loài này được (Lam.) Schltr. mô tả khoa học đầu tiên năm 1924.